# Liste des distinctions de Taeyeon
Cet article est la liste des récompenses et des nominations de Taeyeon.
Kim Tae-yeon (coréen: 김태연), plus communément appelée Taeyeon (coréen: 태연), née le 9 mars 1989 à Jeonju au nord de la province du Jeolla du Nord en Corée du Sud, est une idole, chanteuse, danseuse et actrice sud-coréenne. Elle fait partie du groupe sud-coréen Girls' Generation.

## Récompenses et nominations

### Cyworld Digital Music Awards
| Année | Catégorie                   | Travail nommé | Résultat |
| ----- | --------------------------- | ------------- | -------- |
| 2008  | Song of the Month (février) | "If"          | Lauréat  |

### Gaon Chart Music Awards
| Année | Catégorie                       | Travail nommé  | Résultat   |
| ----- | ------------------------------- | -------------- | ---------- |
| 2015  | Song of the Year – October      | I              | Lauréat    |
| 2016  | Song of the Year – February     | Rain           | Nomination |
| 2016  | Song of the Year – June         | Starlight      | Nomination |
| 2016  | Song of the Year – June         | Why            | Nomination |
| 2016  | Song of the Year – November     | 11:11          | Nomination |
| 2018  | Album of the Year – 1st Quarter | My Voice       | Nomination |
| 2018  | Song of the Year – February     | Fine           | Nomination |
| 2018  | Song of the Year – December     | This Christmas | Nomination |
| 2018  | Mobile Vote Popularity Award    | Taeyeon        | Lauréat    |

### Golden Disc Awards
| Année | Catégorie                | Travail nommé     | Résultat   |
| ----- | ------------------------ | ----------------- | ---------- |
| 2008  | Yepp Popularity Award    | "Can You Hear Me" | Lauréat    |
| 2016  | Album Award              | I                 | Nomination |
| 2016  | Digital Bonsang Award    | "I"               | Lauréat    |
| 2016  | Popularity Award         | Taeyeon           | Nomination |
| 2016  | Global Popularity Award  | Taeyeon           | Nomination |
| 2016  | iQiyi Best Female Artist | Taeyeon           | Lauréat    |
| 2017  | Popularity Award         | Taeyeon           | Nomination |
| 2017  | Album Award              | Why               | Nomination |
| 2017  | Digital Bonsang Award    | Rain              | Lauréat    |
| 2018  | Disc Daesang             | My Voice          | Nomination |
| 2018  | Disc Bonsang             | My Voice          | Lauréat    |
| 2018  | Digital Bonsang Award    | Fine              | Nomination |
| 2018  | Global Popularity Award  | Taeyeon           | Nomination |

### KKBOX Music Awards
| Année | Catégorie                 | Résultat |
| ----- | ------------------------- | -------- |
| 2016  | Korean Artist of the Year | Lauréat  |

### MBC Drama Awards
| Année | Catégorie            | Travail nommé             | Résultat |
| ----- | -------------------- | ------------------------- | -------- |
| 2009  | Program Production   | Taeyeon's Chin Chin Radio | Lauréat  |
| 2009  | Radio Newcomer Award | Taeyeon's Chin Chin Radio | Lauréat  |

### MelOn Music Awards
| Année | Catégorie          | Travail nommé | Résultat   |
| ----- | ------------------ | ------------- | ---------- |
| 2011  | Best OST           | "I Love You"  | Nomination |
| 2016  | Top 10 Artists     | Taeyeon       | Lauréat    |
| 2016  | Artist of the Year | Taeyeon       | Nomination |
| 2016  | Best Ballad Song   | Rain          | Nomination |
| 2016  | Song of the Year   | Rain          | Nomination |
| 2017  | Top 10 Artists     | Taeyeon       | Nomination |
| 2017  | Best Ballad Award  | Fine          | Nomination |

### Mnet 20's Choice Awards
| Année | Catégorie    | Travail nommé                                      | Résultat |
| ----- | ------------ | -------------------------------------------------- | -------- |
| 2008  | Hot Radio DJ | Kangin and Taeyeon's Chin Chin Radio (avec Kangin) | Lauréat  |

### Mnet Asian Music Awards
| Année | Catégorie                     | Travail nommé            | Résultat   |
| ----- | ----------------------------- | ------------------------ | ---------- |
| 2008  | Best OST                      | "If"                     | Nomination |
| 2011  | Best OST                      | "I Love You"             | Nomination |
| 2011  | Song of the Year              | "I Love You"             | Nomination |
| 2012  | Best OST                      | "Missing You Like Crazy" | Nomination |
| 2015  | Artist of the Year            | Taeyeon                  | Nomination |
| 2015  | Best Female Artist            | Taeyeon                  | Lauréat    |
| 2015  | Song of the Year              | "I"                      | Nomination |
| 2015  | Best Vocal Performance Female | "I"                      | Nomination |
| 2016  | Artist of the Year            | Taeyeon                  | Nomination |
| 2016  | Best Female Artist            | Taeyeon                  | Lauréat    |
| 2016  | Song of the Year              | Rain                     | Nomination |
| 2016  | Best Vocal Performance Female | Rain                     | Nomination |
| 2017  | Best Female Artist            | Taeyeon                  | Nomination |
| 2017  | Artist of the Year            | Taeyeon                  | Nomination |

### Republic of Korea Entertainment Arts Awards
| Année | Catégorie          | Travail nommé             | Résultat |
| ----- | ------------------ | ------------------------- | -------- |
| 2010  | Female Radio Award | Taeyeon's Chin Chin Radio | Lauréat  |

### Seoul International Drama Awards
| Année | Catégorie                    | Travail nommé            | Résultat   |
| ----- | ---------------------------- | ------------------------ | ---------- |
| 2012  | Best Song from a Drama       | "Missing You Like Crazy" | Lauréat    |
| 2013  | Best Song from a Drama       | "Closer"                 | Nomination |
| 2013  | Best Song from a Drama       | "And One"                | Nomination |
| 2015  | Outstanding Korean Drama OST | Taeyeon                  | Lauréat    |

### Seoul International Youth Film Festival
| Année | Catégorie                   | Travail nommé       | Résultat |
| ----- | --------------------------- | ------------------- | -------- |
| 2014  | Best OST by a Female Artist | Love, That One Word | Lauréat  |

### Seoul Music Awards
| Année | Catégorie        | Travail nommé | Résultat   |
| ----- | ---------------- | ------------- | ---------- |
| 2016  | Bonsang Award    | Taeyeon       | Lauréat    |
| 2016  | Popularity Award | Taeyeon       | Nomination |

### The Musical Awards
| Année | Catégorie     | Travail nommé | Résultat   |
| ----- | ------------- | ------------- | ---------- |
| 2011  | Best Newcomer | Midnight Sun  | Nomination |

## Programmes de classements musicaux

### Show Champion
| Année | Date       | Chanson |
| ----- | ---------- | ------- |
| 2015  | 14 octobre | "I"     |

### M! Countdown
| Année | Date       | Chanson |
| ----- | ---------- | ------- |
| 2015  | 15 octobre | "I",    |
| 2015  | 22 octobre | "I",    |
| 2015  | 29 octobre | "I",    |
| 2017  | 9 mars     | "Fine"  |

### Music Bank
| Année | Date       | Chanson     |
| ----- | ---------- | ----------- |
| 2015  | 16 octobre | "I",        |
| 2015  | 23 octobre | "I",        |
| 2015  | 30 octobre | "I",        |
| 2016  | 8 juillet  | "Starlight" |
| 2017  | 10 mars    | "Fine"      |

### Inkigayo
| Année | Date        | Chanson        |
| ----- | ----------- | -------------- |
| 2015  | 18 octobre  | "I",           |
| 2015  | 25 octobre  | "I",           |
| 2015  | 22 novembre | "I",           |
| 2016  | 14 février  | "Rain"         |
| 2016  | 10 juillet  | "Why"          |
| 2019  | 7 avril     | "Four Seasons" |

### Show! Music Core
| Année | Date       | Chanson        |
| ----- | ---------- | -------------- |
| 2015  | 24 octobre | "I"            |
| 2019  | 6 avril    | "Four Seasons" |